# Marchese di Huntly
Marchese di Huntly (gaelico scozzese: Coileach Strath Bhalgaidh) è un titolo pari di Scozia, creato il 17 aprile 1599 per George Gordon, VI conte di Huntly. È il più antico marchesato esistente in Scozia, e la seconda più antica nelle isole britanniche. Il marchese ha i seguenti titoli: Lord Gordon di Strathaven e Glenlivet e Conte di Aboyne (Pari di Scozia dal 1660), e Barone Meldrum, di Morven nella contea di Aberdeen (Pari del Regno Unito dal 1815).

## Storia
Il Clan Gordon discende da Sir Adam Gordon di Huntly, ucciso nella battaglia di Humbleton Hill, nel 1402, e gli succedette nelle sue tenute la figlia Elizabeth, moglie di Alexander Seton, il cui figlio Alexander assunse il cognome Gordon in luogo di Seton. Egli fu creato Conte di Huntly, pari di Scozia nel 1445, e gli succedette il figlio, il secondo conte, che fu Lord Cancelliere di Scozia (1498-1501). Il figlio più giovane, Adam Gordon sposò Elizabeth, contessa di Sutherland. Il loro nipote, John Gordon, succedette alla nonna nel 1535.
Il figlio primogenito di Lord Huntly, il terzo conte, fu membro del Consiglio di reggenza nel 1517. Gli succedette suo nipote, il quarto conte, Lord Cancelliere di Scozia (1546-1562), che fu ucciso in quello stesso anno. Suo figlio maggiore, George Gordon, fu condannato a morte per tradimento nel 1563, ma in seguito graziato.
George Gordon venne succeduto dal figlio, il già citato sesto conte, che è stato più volte impegnato nella ribellione contro il re ed ebbe i suoi titoli incamerati nel 1593. Nel 1599 il re Giacomo VI, lo creò Lord Gordon di Badenoch, conte di Enzie e marchese di Huntly in Pari di Scozia. Gli succedette il figlio maggiore, il secondo marchese.
Nel 1632, quattro anni prima della morte di suo padre, il sesto conte è stato creato visconte di Aboyne. Lord Huntly era un sostenitore del re Carlo I durante la guerra civile e fu decapitato dai parlamentari nel 1649. Il suo quartogenito, Lord Charles Gordon è stato creato conte di Aboyne nel 1660. Venne succeduto da suo figlio, il terzo marchese.
Quando morì, due anni dopo, i suoi titoli passarono a suo figlio, il quarto marchese che nel 1684 è stato creato Lord Huntly, di Aviemore, Lochaber, Strathavon, Balmore, Auchindoun, Garthie e Kincardine, visconte di Inverness, conte di Huntly e Enzie e duca di Gordon. Gli succedette suo figlio, il secondo duca. Egli sposò lady Henrietta, figlia di Charles Mordaunt, III conte di Peterborough e VIII barone di Mordaunt. Il loro figlio maggiore, il terzo duca, sedette nella Camera dei Lord come pari rappresentativo scozzese (1747-1752). Gli succedette suo figlio maggiore, il quarto duca. Conosciuto come "Cock o' the North", era un pari rappresentativo scozzese (1767-1784) e servì come Lord luogotenente di Aberdeenshire e come Custode del Sigillo della Corona di Scozia. Nel 1784 fu creato barone di Gordon Huntley, nella contea di Gloucester, e conte di Norwich, nella contea di Norfolk. Il suo bisnonno, il primo duca, era il marito di Lady Elizabeth Howard, figlia di Lord Henry Howard, che era stato creato barone Howard di Castle Rising nel 1669 e conte di Norwich nel 1672. La contea di Norwich si era estinta con la morte del quarto conte (anche IX duca di Norfolk) nel 1777 e fu ristabilita allora a favore di Gordon. Nel 1819 Gordon ereditò anche la baronia di Mordaunt attraverso sua nonna.

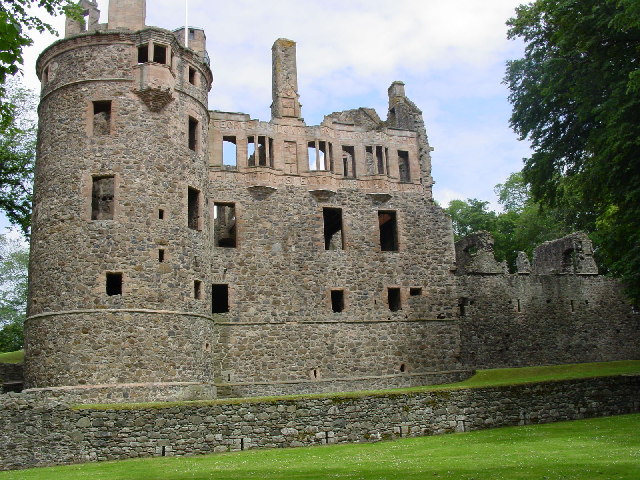
Huntly Castle.

Suo figlio, il duca quinto, era un generale dell'esercito e prestò servizio come Lord luogotenente di Aberdeenshire e come Custode del Sigillo della Corona di Scozia. Morì senza figli legittimi nel 1836. La sorella maggiore di Gordon, Lady Charlotte Gordon, ereditò i possedimenti di famiglia. Suo figlio Charles Gordon-Lennox, V duca di Richmond, assunse il cognome aggiuntivo di Gordon. Nel 1875 il ducato dei Gordon fu ripreso quando il figlio Charles Gordon-Lennox, VI duca di Richmond, è stato fatto duca di Gordon nel Pari del Regno Unito. Al duca succedette, nel marchesato di Huntly da George Gordon, V conte di Aboyne, che divenne il nono marchese.
Gli succedette il figlio, il decimo marchese. Rappresentò East Grinstead e Huntingdonshire nella Camera dei Comuni e fu Lord luogotenente di Aberdeenshire. Suo figlio maggiore, l'undicesimo marchese, era un liberale e servì brevemente sotto William Ewart Gladstone come Captain of the Honourable Corps of Gentlemen-at-Arms, nel 1881.
Gli succedette il suo pronipote, il dodicesimo marchese. A partire dal 2010 i titoli sono detenuti dal figlio il dodicesimo marchese, Granville Gomer Charles Gordon, XIII marchese di Huntly.

## Conti di Huntly (1445)
- Alexander Gordon, I conte di Huntly (?-1470)
- George Gordon, II conte di Huntly (?-1501)
- Alexander Gordon, III conte di Huntly (?-1524)
- George Gordon, IV conte di Huntly (1514-1562)
- George Gordon, V conte di Huntly (?-1576)
- George Gordon, VI conte di Huntly (1562-1636) (creato marchese di Huntly nel 1599)

## Marchesi di Huntly (1599)
- George Gordon, I marchese di Huntly (1562-1636)
- George Gordon, II marchese di Huntly (1592-1649)
- Lewis Gordon, III marchese di Huntly (1626-1653)
- George Gordon, IV marchese di Huntly (1649-1716) (creato duca di Gordon nel 1684)
- George Gordon, IX marchese di Huntly (1761-1853)
- Charles Gordon, X marchese di Huntly (1792-1863)
- Charles Gordon, XI marchese di Huntly (1847-1937)
- Douglas Gordon, XII marchese di Huntly (1908-1987)
- Granville Gordon, XIII marchese di Huntly (1944)

L'erede è il figlio maggiore del marchese Alastair Gordon, conte di Aboyne (1973).

## Duchi di Gordon (1684)
- George Gordon, I duca di Gordon (1649-1716)
- Alexander Gordon, II duca di Gordon (?-1728)
- Cosmo Gordon, III duca di Gordon (1720-1752)
- Alexander Gordon, IV duca di Gordon (1743-1827)
- George Gordon, V duca di Gordon (1770-1836)

## Marchesi di Huntly (1836)
- George Gordon (1761–1853), nono marchese di Huntly;
- Charles Gordon (1792–1863), decimo marchese di Huntly;
- Charles Gordon (1847–1937), undicesimo marchese di Huntly;
- Douglas Charles Lindsey Gordon (1908–1987), dodicesimo marchese di Huntly;
- Granville Charles Gomer Gordon (1944-), tredicesimo marchese di Huntly.